# دایره آندرامبوکان
دایره آندرامبوکان (به لاتین: Andéramboukane) یک منطقهٔ مسکونی در مالی است که در استان گائو واقع شده‌است. دایره آندرامبوکان ۶٬۶۸۴ کیلومتر مربع مساحت و ۱۸٬۶۸۸ نفر جمعیت دارد.

## خواهرخوانده
شهر Laxou خواهرخواندهٔ دایره آندرامبوکان هست.